# 能源竞技场
能源竞技场（芬蘭語：Energia Areena）是位于芬兰万塔市的多功能室内竞技场。名字来源于最大的赞助商：万塔能源公司。
该场地可以举办各种公司、文化及音乐会等活动，但主要是举办各种体育活动，诸如：体操、競技啦啦隊、软式曲棍球、羽毛球、排球、手球、室内五人制足球等的训练和比赛。
自2007年起，能源竞技场为芬蘭國家男子籃球隊和女子篮球队的主场。2021年蘇迪曼盃在此举行。